# Выбор России (политическое движение)
«Выбор России» — российское политическое движение праволиберальной ориентации, созданное в 1993 году накануне выборов в Государственную Думу первого созыва.

## 1993
Весной 1993 года, после апрельского референдума ряд известных российских политических и общественных деятелей — сторонников реформ, в том числе А. Яковлев, С. Филатов, Е. Гайдар, С.Ковалёв, Б. Фёдоров, Б. Золотухин, А. Козырев, А. Чубайс, П. Филиппов, А. Макаров, Г. Каспаров и другие, заявили о намерении создать Всероссийское объединение избирателей в поддержку реформаторского курса Президента и правительства. С этой целью 1—3 июля 1993 года в Москве в Центре либерально-консервативной политики прошли консультации с представителями ряда организаций демократической ориентации. В результате предварительное согласие на участие в создании движения в поддержку реформ дали Общественный комитет демократических организаций России, блок «Демократический выбор», движение «Демократическая Россия», Российское движение демократических реформ, Республиканская партия РФ, депутаты из парламентских фракций «Радикальные демократы» и «Согласие ради прогресса», а также Ассоциация приватизируемых и частных предприятий, АККОР, представители независимых профсоюзов горняков и летного состава. Было предложено и название такого Объединения — «Выбор России». Правда позднее ряд организаций отказались входить в новое объединение.
16—17 октября 1993 года состоялся учредительный съезд общественно-политического блока «Выбор России». Первоначально его организаторы планировали учредить движение с фиксированным индивидуальным членством, что вызвало недовольство лидеров движения «Демократическая Россия» Л. Пономарёва и Г. Якунина, опасавшихся поглощения их организации. Во избежание раскола «Выбор России» был учреждён одновременно как общероссийское политическое движение и как одноимённый предвыборный блок ряда движений и партий.
Председателем движения стал известный правозащитник С. Ковалёв, первым заместителем — С. Юшенков (1-й заместитель руководителя Федерального информационного центра), заместителями — В. Давыдов (предприниматель из Саратова) и В. Давыдкин (представитель Президента РФ в Воронежской области), председателем исполкома — Г. Бурбулис. Так же был избран Политсовет движения из 18 человек, в том числе Е. Гайдар (1-й зампред Правительства Российской Федерации), В. Южаков (директор Поволжского кадрового центра), А. Мурашев (бывший начальник ГУВД Москвы, президент Центра либерально-консервативной политики), А. Макаров (адвокат). На том же съезде только что учреждённое движение стало одним из соучредителей предвыборного блока «Выбор России».
21 октября 1993 года движение было зарегистрировано Минюстом (Рег. № 1967).
В составе блока «Выбор России» движение приняло участие в выборах 12 декабря 1993 года. За список блока по общефедеральному округу проголосовало 8 339 345 избирателей (15,51 % голосов), что обеспечило блоку 40 мандатов, второй результат после ЛДПР. В одномандатных округах победу одержали 24 кандидатов, выдвинутых «Выбором России». Всего блок получил 64 места в Государственной Думе из 450. В тот же день прошли выборы в Совет Федерации, в результате которых в верхнюю палату российского парламента было избрано 40 кандидатов, поддержанных блоком.

## 1994
13 января 1994 года была создана депутатская фракция «Выбор России», включившая 76 депутатов: 38 избранных по общефедеральному списку (2 депутата из федерального списка не успели зарегистрироваться в составе фракции, так как получили депутатские мандаты только 4 января) и 38 — по одномандатным округам, в том числе 24 официальных кандидата блока, 11 — из рекомендательного списка поддержки и 3 отсутствовавших в списке поддержки. Председателем фракции стал Е. Гайдар. С. Ковалёв, выдвинутый на должность Председателя Государственной Думы, получил всего 138 голосов, заняв в итоге предпоследнее, пятое место. Представители фракции заняли должности первого заместителя председателя Думы (М. Митюков, народный депутат РФ), председателей комитетов по охране здоровья (Б. Денисенко, доктор медицинских наук, нардеп РФ), по обороне (С. Юшенков), по организации работы Государственной Думы (В. Бауэр, вице-губернатор Томской области по социальным вопросам), по информационной политике и связи (М. Полторанин, руководитель Федерального информационного центра), 12 заместителей председателей Комитетов и Уполномоченного по правам человека (С. Ковалёв).
В апреле 1994 года большинство членов фракции «Выбор России» поддержали идею создания на базе движения партии. 12—13 июня прошёл учредительный съезд новой политической партии, получившей название «Демократический выбор России» (ДВР) во главе с Е. Гайдаром. Несмотря на создание новой партии, в которую перешли большинство членов организации, Движение «Выбор России» продолжило существование.
8—9 октября 1994 года в Суздале состоялся второй съезд движения. На съезде столкнулись две концепции существования организации. Первую, «две руки — более жёсткая и более мягкая — партия ДВР и Движение ВР», предложил Е. Гайдар, выступивший за параллельное существование обеих организаций и тесное сотрудничество между ними. Бывший министр финансов Б. Фёдоров предложил сформировать на базе движения коалицию демократических сил, оппозиционных Президенту и особенно — Правительству во главе с В. Черномырдиным. При этом движение не должно быть ориентировано только на партию ДВР и сменить название. Предложения Фёдорова поддержаны не были и он отказался баллотироваться в руководство движения несмотря на настойчивые просьбы делегатов. Председатель движения С. Ковалёв ушёл в отставку в связи с назначением на должность Уполномоченного по правам человека. Были избраны пять сопредседателей (4 из них были депутатами Думы): П. Медведев (сопредседатель с правом финансовой подписи, член Комитета ГД по бюджету, налогам, банкам и финансам), Б. Денисенко, А. Минжуренко (член комитета ГД по международным делам), В. Давыдов и В. Давыдкин. Членами Политсовета избраны 15 человек, в том числе 7 депутатов Думы: Е. Гайдар, А. Головков (советник Председателя Правительства РФ), Г. Задонский (начальник управления Минтруда России), М. Молоствов (член комитета по организации работы Госдумы), А. Мурашев, В. Рыжков (зампред Комитета ГД по делам Федерации и региональной политике), В. Южаков.
С осени 1994 года рассматривался вопрос о переименовании движения: наиболее популярные варианты нового названия — «Россия — наш дом» (которым в результате воспользовался Черномырдин) и «Свобода и Отечество». Впрочем решение о переименовании организации так и не было принято.

## 1995 год
В начале 1995 года между движением и партией ДВР возникли противоречия по вопросу о войне в Чечне. В то время как ДВР во главе с Е. Гайдаром заняла резко антивоенную позицию, большинство руководства движения и часть его региональных организаций поддержали президента России Б. Ельцина. Во многом из-за этих разногласий сопредседатель Движения В. Давыдкин и член Политсовета движения Алексей Александров покинули парламентскую фракцию «Выбор России», контролируемую партией ДВР. После этого Политсовет движения решил разрешить депутатам-членам Движения состоять в любых фракциях при условии, если они будут по-прежнему придерживаться позиций «Выбора России».
Из-за разногласий по вопросу войны в Чечне и в преддверии приближающихся выборов в Госдуму руководство движения всё более дистанцировалось от ДВР. Несмотря на это была предпринята попытка договориться о совместном участии в выборах с ДВР Е. Гайдара, движением «Вперёд, Россия!» Б. Фёдорова и объединением «Яблоко» Г. Явлинского, но попытка провалилась. Часть руководителей движения, сопредседатель движения А. Минжуренко и член Политсовета А. Мурашев (одновременно оба входили в руководство партии ДВР) выступали за блок с Гайдаром, другой сопредседатель, Б. Денисенко, склонялась к союзу с Б. Фёдоровым, но более сильными оказались позиции сопредседателей П. Медведева (член Политсовета ДВР), В. Давыдов и В. Давыдкин, к которым присоединился глава исполкома движения В. Желнин, предлагавшими идти на выборы с недавно созданным Движением «Наш дом — Россия» (НДР) во главе с премьером В. Черномырдиным. В июне 1995 года движение заключило соглашение о сотрудничестве на выборах с НДР. Впрочем, блока с партией власти не получилось, так как уже вскорости стало ясно, что в блоке Черномырдина Движение «Выбор России» не может рассчитывать на сколько-нибудь значимую роль и был принят план самостоятельного участия в выборах.
9—10 сентября 1995 года в Москве прошёл III съезд движения. На нём было принято решение о создании на базе движения — и при участии Ассоциации независимых профессионалов (АНП) П. Филиппова — избирательного блока, получившего название «89 (89 регионов)». Съезд принял Предвыборную платформу блока, которая также стала основным программным документом Движения (ранее таким документом считалась предвыборная платформа избирательного объединения «Выбор России»). Перевыборы руководства на III съезде не проводились, и формально сопредседатели и Политсовет движения остались прежними. Фактически после съезда значительная часть избранного ещё в 1994 году руководства окончательно перестала отождествлять себя с движением — в первую очередь Е. Гайдар, А. Минжуренко, А. Мурашев.
17 декабря 1995 года состоялись выборы в Госдуму 2-го созыва. Блок «89 (89 регионов России)», получив 40 840 голосов избирателей (0,06 %), занял на парламентских выборах 1995 года предпоследнее место. Помимо списка блока «89» некоторые члены движения, в том числе его сопредседатели, баллотировались в Думу по спискам блока Гайдара «ДВР—Объединённые демократы» (часть региональных организаций движения предпочли блокироваться с партией ДВР), а также в составе «Блока независимых», избирательного объединения «Вперед, Россия!», Движения «Наш дом — Россия» или как независимые. Из всех них избран в Думу II созыва был только П. Медведев (НДР).

## После 1995 года
На президентских выборах 1996 года Движение «Выбор России» поддержало кандидатуру действующего президента Б. Ельцина.
15 ноября 2005 года новым председателем движения вместо П. Медведева был избран депутат Госдумы и лидер Республиканской партии России В. Рыжков. 10 ноября 2007 года состоялся VIII Съезд Общероссийского общественного движения «Выбор России», а 12 декабря 2009 года прошёл IX Съезд движения. 19 ноября 2011 года в Москве состоялся Х съезд движения «Выбор России», на котором председателем переизбрали В. Рыжкова, в центральный совет был включён политик Сергей Станкевич, советник по политическим вопросам первого президента России Б. Ельцина, а избирателей призвали в знак протеста портить бюллетени на предстоящих в декабре выборах

## Программа (1993—1994)
Движение «Выбор России» выступало за демократию, частную собственность и рыночную экономику, считая их основными условиями благополучного существования человека.
Изменения, произошедшие в политическом и экономическом устройстве России в 1991—1995 годах, рассматривались как «движение в правильном направлении». Все трудности на пути реформирования страны объяснялись движением не столько тем, что «делалось с августа 1991 года, сколько всей предысторией нашей страны». Поддерживая президента и правительство, движение в то же время было обеспокоено недоверие народа к институтам государственной власти, считая эту проблему одной из главных проблем. Для восстановления авторитета власти и доверия к ней движение считало необходимым следующие меры:
- сокращение расходов на содержание государственного аппарата,
- обеспечение надёжной защиты вкладов физических лиц в коммерческих банках (в первую очередь принятие закона «Об обязательном страховании банковских вкладов физических лиц», подготовленного сопредседателем движения П. Медведевым),
- переход от налогообложения доходов физических лиц налогообложения расходов на потребление,
- отмена прогрессивной шкалы налогообложения физических лиц,
- отмена статус неприкосновенности для депутатов Государственной Думы,
- проводить политику равенства регионов,
- борьба с преступностью.